# Toine van Teeffelen
Dr. Toine van Teeffelen (1952) is een Nederlands sociaal-antropoloog, publicist en vredesactivist.
Hij woont sinds 1995 in Bethlehem in de bezette Palestijnse Gebieden, samen met zijn Palestijnse vrouw Mary en hun kinderen. Hij is daar werkzaam als projectontwikkelaar in het onderwijs en is momenteel (in 2011) directeur ontwikkeling van het Arab Educational Institute-Open Windows, dat gelieerd is aan Pax Christi.
Hij ontwikkelde, o.a. samen met Pax Christi-medewerker Gied ten Berge, zogenaamde 'Solidariteitspelgrimages' waarmee een nieuw type pelgrimage wordt beoogd waarin, binnen een zowel spirituele als contextuele setting ontmoetingen met de bewoners van Israël en Palestina meer centraal is komen te staan. Hij treedt ook zelf regelmatig op als gids voor pelgrims. 
Hij studeerde sociologie in Rotterdam (1973) en sociale antropologie in Amsterdam (1976) en promoveerde op een onderzoek naar de portrettering van het Midden-Oosten in Engelstalige bestseller-romans. Toen hij zich in 1995 vestigde op de Westelijke Jordaanoever als gastdocent aan de Universiteit van Bir Zeit.
In het door hem gepubliceerde Dagboek Betlehem 2000-2004, maakte hij op persoonlijke wijze zichtbaar wat het betekent te leven in een frontlinie. Het dagelijkse bestaan en de realiteit van de wereldpolitiek zijn in het inmiddels geïsoleerde, ommuurde Betlehem onontkoombaar verweven.

## Publicaties
- Toine van Teeffelen, Soemoed, Palestijnen onder bezetting, Amsterdam 1985, ISBN 90 293 9950 3
- Toine van Teeffelen, Bethlehem Diary, Living under siege and occupation 2000-2002, Bethlehem 2002
- Toine van Teeffelen, Dagboek Betlehem 2000-2004, Nijmegen 2004, ISBN 90 704 1533 X
- Toine van Teeffelen, Your stories are my stories, a Palestinian oral history project, Bethlehem 2006 (AEI)
- Toine van Teeffelen (e.a.), Challenging the wall, Bethlehem, 2007 (AEI)
- Met o.m. een bijdrage van Toine van Teeffelen: Te Gast in Israël & de Palestijnse Gebieden, ISBN 978 94 6016 015 8

- Bibliothèque nationale de France: cb16180257b (data)
- International Standard Name Identifier: 0000 0000 8449 2655
- Library of Congress Control Number: n78096564
- Nationale Bibliotheek van Israël: 987007268713905171
- Nederlandse Thesaurus van Auteursnamen: 071914846
- Virtual International Authority File: 45567633
- WorldCat: E39PBJymqXfdbJfM43438fQXh3